# Bão Chataan (2002)
Bão Chataan, được biết đến ở Philipines với tên gọi là Bão Gloria, hình thành vào ngày 28 tháng 6 năm 2002 trên khu vực gần Liên bang Micronesia (FSM). Ban đầu nó đi lòng vòng trong vài ngày và gây mưa lớn cho khắp khu vực này. Tại Chuuk, một bang của FSM, tổng lượng mưa cao nhất trong 24 giờ đạt 506 mm, con số lớn hơn tổng lượng mưa trung bình hàng tháng. Mưa đã dẫn đến tình trạng ngập lụt, một số địa điểm ngập sâu tới 1,5 m và tạo ra những trận lở đất làm 47 người thiệt mạng, con số đủ khiến Chataan trở thành thiên tai chết chóc nhất trong lịch sử tại hòn đảo này. Gần đó ở Pohnpei cũng có một người chết và tổng giá trị tổn thất tại FSM là hơn 100 triệu đô la Mỹ.
Sau khi tác động đến Liên bang Micronesia, Chataan bắt đầu di chuyển ổn định theo hướng tây bắc. Vào ngày 4 tháng 7 mắt bão đi qua ngay sát phía bắc đảo Guam và như vậy thành mắt bão đã di chuyển qua hòn đảo mang đến một lượng mưa rất lớn. Tổng lượng mưa cao nhất ghi nhận được là 536 mm tại vùng phía nam đảo Guam. Lũ lụt và lở đất từ cơn bão đã làm hư hại hoặc phá hủy 1.994 ngôi nhà. Tổng giá trị thiệt hại tại đảo Guam là 60,5 triệu đô la Mỹ, kèm theo đó là 23 trường hợp bị thương. Bên cạnh đó cơn bão còn tác động đến đảo Rota thuộc quần đảo Bắc Mariana với gió giật mạnh và mưa nhỏ. Bão Chataan đạt đỉnh với sức gió 175 km/giờ (110 dặm/giờ) vào ngày 8 tháng 7, trước khi suy yếu khi đang chuyển hướng Bắc. Sau khi giảm cấp xuống còn bão nhiệt đới, Chataan tấn công miền đông Nhật Bản vào ngày 10 tháng 7. Tại quốc gia này, mưa lớn với lượng tối đa 509 mm đã làm ngập lụt 10.270 ngôi nhà, và tổng thiệt hại ước tính đạt 500 triệu USD (59 tỉ yên).
Theo ngôn ngữ Chamorro sử dụng trên đảo Guam thì tên gọi "Chataan" có nghĩa là "ngày mưa". Cục quản lý Thiên văn, Địa vật lý và Khí quyển Philippines (PAGASA) đã đặt tên cho cơn bão trong lúc nó ở trong vùng lân cận của đất nước.

## Lịch sử khí tượng
Rãnh gió mùa đã tạo ra một vùng nhiễu động nhiệt đới ở phía tây nam Pohnpei vào ngày 27 tháng 6 năm 2002. Hình thái này đã khiến các cơ quan khí tượng nhanh chóng lên kế hoạch ứng phó vào ngày hôm đó. Lúc 20 giờ theo giờ tiêu chuẩn quốc tế (UTC), Trung tâm Cảnh báo Bão Liên hợp (JTWC) đưa ra cảnh báo về sự hình thành vùng xoáy thuận nhiệt đới. Sáng sớm ngày 28 tháng 6, Cục Khí tượng Nhật Bản (JMA) phân loại hình thái này là một áp thấp nhiệt đới gần quần đảo Mortlock thuộc Liên bang Micronesia. Trong khoảng thời gian tương tự, JTWC cũng đề xướng phương án phòng chống bão. Vào đầu ngày 29 tháng 6, JTWC đã cập nhật hình thái này thành Bão Nhiệt đới 08W và ngay sau đó, JMA đặt tên cho hình thái là Bão Nhiệt đới Chataan. Sau khi di chuyển theo hướng tây bắc, bão chuyển hướng sang phía đông và tiếp tục dọc theo hướng tây bắc vào ngày 30 tháng 6 do có vĩ độ ngựa ở phía bắc. Hướng đi của bão thất thường vì cơn bão vẫn chưa tách khỏi rãnh gió mùa. Đến ngày 30 tháng 6, Chataan đã mạnh dần lên thành bão nhiệt đới dữ dội với sức gió duy trì tối đa trong 10 phút là 95 km/giờ (60 dặm/giờ).
Chỉ trong ngày 1 tháng 7, hoàn lưu của hình thái trở nên mở rộng với hầu hết các đối lưu nằm ở phía tây trung tâm bão. Ngày hôm sau, Chataan suy yếu một thời gian ngắn với cường độ 85 km/giờ (50 dặm/giờ), sau đó nó tăng cường độ một cách ổn định vào ngày 3 tháng 7 khi tâm bão đi qua rất gần Weno ở bang Chuck thuộc FSM. Vào tối 18 giờ UTC, JTWC đã cập nhật Chataan thành một cơn bão cuồng phong và một ngày sau, JMA cũng làm theo khi cơn bão đang tiến đến Guam từ phía đông nam. Khoảng 21 giờ 30 phút UTC ngày 4 tháng 7, mắt bão Chataan di chuyển qua phía bắc đảo Guam trong khoảng hai giờ. Dù vậy, tâm của bão lại không ảnh hưởng gì nhiều tới phía bắc của hòn đảo.

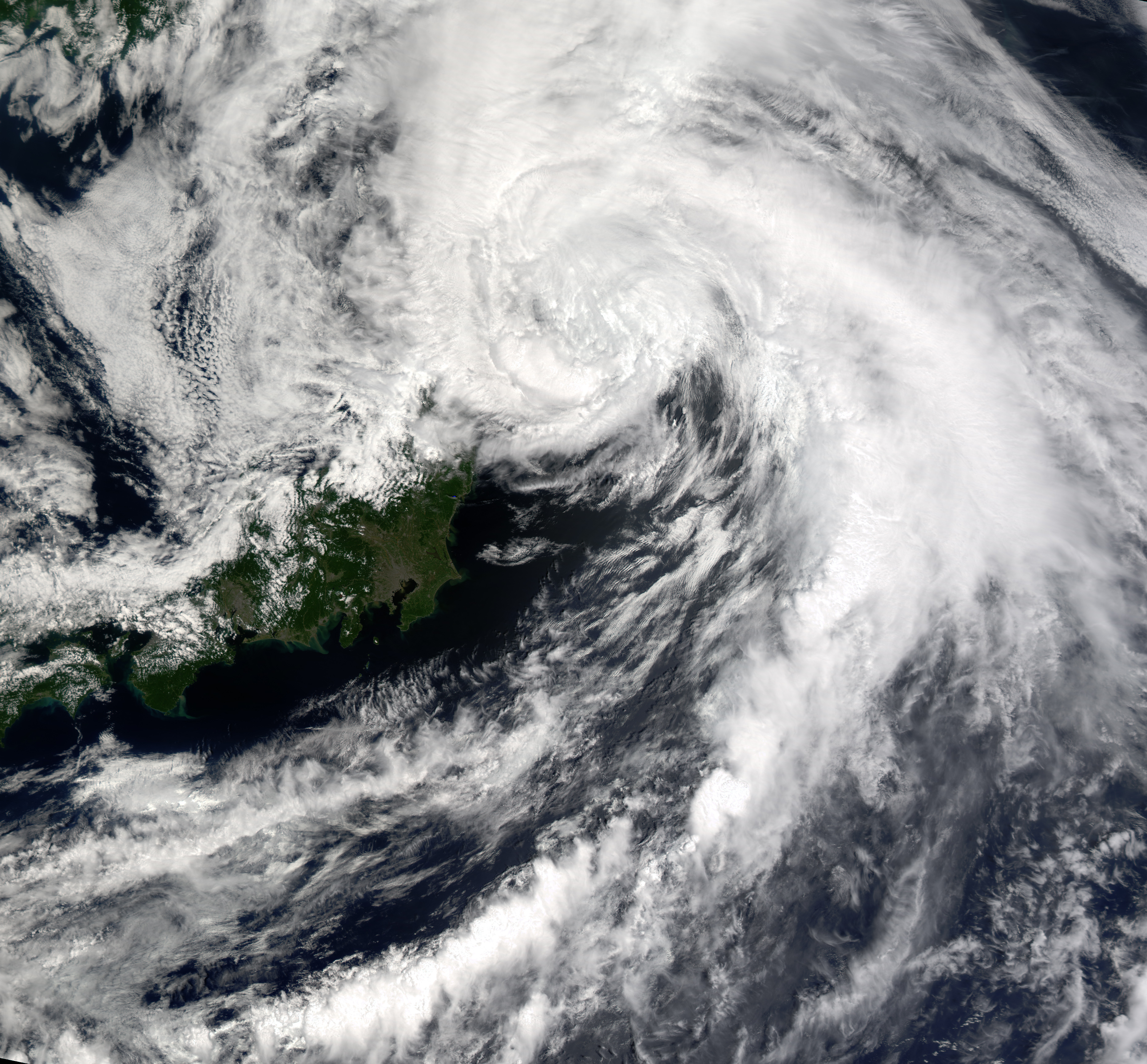
Bão nhiệt đới dữ dội Chataan càn quét miền Đông Nhật Bản vào ngày 11 tháng 7

Sau khi tác động đến Guam, Chataan tiếp tục hướng về phía tây bắc và mạnh dần lên. Vào lúc 0 giờ UTC ngày 8 tháng 7, cuồng phong đạt cường độ cực đại 175 km/giờ (110 dặm/giờ duy trì liên tục trong 10 phút) khi ở gần đảo Okinotorishima của Nhật Bản. JTWC ước định rằng Chataan đã đạt đến cường độ cực đại 240 km/giờ (duy trì 150 dặm/giờ trong 1 phút) khoảng 6 giờ trước đó. Dựa trên cơ sở đó, cơ quan khí tượng xếp hình thái vào loại siêu bão cuồng phong. Ngày 8 tháng 7, Chataan quay về hướng bắc xung quanh vĩ độ ngựa trong khi duy trì sức gió tối đa trong khoảng 18 giờ. Vào ngày 9 tháng 7, cơn bão chuyển sang hướng đông bắc và cuối ngày hôm đó nó suy yếu thành cơn bão nhiệt đới dữ dội. Khoảng 15 giờ 30 phút UTC ngày 10 tháng 7, Chataan đổ bộ lên bán đảo Bōsō ở Honshu với sức gió khoảng 100 km/giờ (duy trì vận tốc 65 dặm/giờ trong 10 phút). Cơn bão di chuyển ra ngoài khơi một thời gian ngắn trước khi đổ bộ lần thứ hai vào phía đông Hokkaido lúc 12 giờ UTC vào ngày 11 tháng 7, đánh dấu cuộc đổ bộ tháng 7 đầu tiên lên hòn đảo này sau 28 năm. Vài giờ sau, Chataan trở thành xoáy thuận ngoại nhiệt đới hoành hành ở biển Okhotsk thêm một thời gian trước khi biến mất gần Sakhalin vào ngày 13 tháng 7.

## Chuẩn bị và tác động

### Liên bang Micronesia
Khi Chataan đang trong giai đoạn hình thành và vẫn còn gắn liền với rãnh gió mùa, nó đã gây mưa lớn trong khu vực và gió giật mạnh ảnh hưởng đến Pohnpei và Chuuk thuộc FSM. Cơn bão đi đến rất gần Chuuk, và gió giật mạnh 82 km/giờ (51 dặm/giờ) đã được ghi nhận từ một trạm quan trắc. Một ngày trước khi Chataan tác động đến hòn đảo, nó đã gây ra mưa rất lớn do cấu trúc kéo dài và di chuyển chậm. Những đợt gió kéo dài từ rãnh gió mùa lớn hơn đã tạo ra sóng lớn và triều cường cao hơn bình thường 0,3 m (1 ft) trong toàn khu vực. Mưa rào gây ra ảnh hưởng lớn nhất, đạt đỉnh 954 mm (37,5 in) trong 13 ngày theo trạm khí tượng Chuuk. Tổng lượng mưa cao nhất quan trắc trong vòng 24 giờ ở đảo Weno là 506 mm (19,9 in), trong thời gian quan trắc đó thì tổng lượng mưa 361 mm (14,2 in) đã được ghi nhận trong 12 giờ, con số này cao hơn tổng lượng mưa trung bình hàng tháng của trạm.
Gió lớn đã đánh sập nhiều hệ thống dây tải điện ở Chuuk trong khi sóng lớn phá hủy nhiều đê chắn sóng và tòa nhà dọc theo bờ biển. Mưa gây ra lũ lụt nghiêm trọng trên toàn đảo với độ cao lên tới 1,5 m (4,9 ft) ở một số địa điểm, gây ra ít nhất 30 vụ sạt lở đất khiến 47 người thiệt mạng. Điều này đã khiến cơn bão được ghi nhận là thiên tai chết chóc nhất trong lịch sử hòn đảo. Các trận lở đất đạt độ sâu 4,6 m (15 ft) đã phá hủy một số ngôi nhà làm bằng thiếc và bê tông khiến nhiều người bị chôn vùi hoặc bị cuốn trôi ra biển. Lụt mặn làm hư hỏng nguồn nước ngầm và triệt hạ nhiều cây trồng trên đảo. Chataan phá hoại đường xá và cầu cùng với gió lớn làm sụp hệ thống cáp điện gây mất liên lạc giữa các đảo. Cơn bão đã phá hủy khoảng 1000 ngôi nhà và khiến 1000 người trên toàn đảo rơi vào cảnh vô gia cư. Khoảng 100 người bị thương.
Ở bang Pohnpei gần đó, tại Nukuoro có trạm đo ghi nhận gió mạnh 72 km/giờ (45 dặm/giờ) . Gió mạnh đã phá hủy một ngôi nhà và một trạm khí tượng. Lượng mưa trên đảo san hô đạt 457 mm (18,0 in). Gió giật mạnh, sóng to và mưa lớn cũng tác động đến Sapwuafik. Biển động đã khiến một người chết ở Pohnpei. Tổng thiệt hại về mùa màng trong cả nước là 3 triệu đô la Mỹ và thiệt hại tài sản tổng thể ước tính lên đến 100 triệu đô la Mỹ (chủ yếu là ở Chuuk).

### Guam

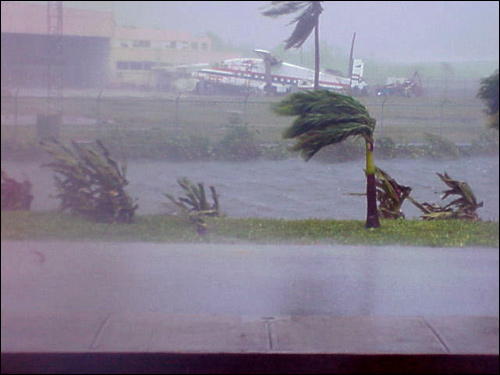
Ảnh hưởng của bão cuồng phong Chataan, bao gồm mưa lớn và gió giật mạnh trên đảo Guam

Trước khi Chataan tác động đến đảo Guam, các quan chức đã yêu cầu hủy bỏ các hoạt động lễ hội trong Ngày Độc lập Hoa Kỳ và người dân thì chuẩn bị mua sắm đồ dùng cho bão. Mặc dù tâm của mắt bão không tràn qua Guam nhưng hoàn lưu bão ảnh hưởng đến toàn bộ đảo với gió giật mạnh và mưa lớn. Trạm khí tượng tại Căn cứ Không quân Andersen đã báo cáo rằng tốc độ gió duy trì trong 2 phút quan trắc tối đa là 120 km/giờ (75 dặm/giờ) và gió giật mạnh cực đại lên tới 167 km/giờ (104 dặm/giờ). Tại Cảng Apra, gió giật cao hơn một chút, đạt đỉnh là 170 km/giờ (106 dặm/giờ) và có thể lên đến 200 km/giờ (125 dặm/giờ). Tương tự như ảnh hưởng của nó đối với Chuuk, Chataan đã gây ra mưa lớn ở Guam, số liệu từ trạm thời tiết trên núi Almagosa đo được cho thấy lượng mưa ghi nhận trong 24 giờ là 536 mm (21,12 in), trong ba giờ là 311 mm (12,24 in). Cục dự báo thời tiết trên đảo báo cáo lượng mưa là 265 mm trong vòng 24 giờ. Lượng mưa ở phía bắc Guam nhỏ hơn 250 mm (10 in) và cao nhất ở khu vực miền núi phía nam nơi mắt bão đi qua. Khi di chuyển qua đảo, Chataan đã tạo ra một đợt triều cường lớn cao khoảng 3,6 m (12 ft) ở Umatac.
Gió lớn đã gây ra thiệt hại trên toàn đảo Guam, chủ yếu là ở các mái nhà và công trình chất lượng kém hoặc công trình bằng gỗ. Có tổng cộng 1,996 ngôi nhà bị hư hại hoặc bị phá hủy nghiêm trọng. Những ngôi nhà có chất lượng cao hơn vẫn trụ vững trong cơn bão và chỉ có cửa sổ chịu thiệt hại nhỏ. Gió cũng đánh sập các đường dây điện, gây mất điện trên toàn đảo. Sân bóng và thư viện của Trường Trung học John F. Kenedy cũng bị thiệt hại. Mưa lớn có tác động đáng kể nhất khi gây sạt lở đất ở một số khu vực và khiến tốc độ dòng chảy của sông vượt trên mức bình thường. 14 trạm đã báo cáo tốc độ dòng chảy đạt kỷ lục hoặc chạm đỉnh với mức đỉnh trên toàn đảo đạt 8,55 m (28,06 ft) ở cửa sông Tolaeyuus. Hai đồng hồ đo nước bị phá hủy trong cơn bão. Mực nước sông dâng cao làm hư hỏng đường xá, cuốn trôi cây cối và gây xói mòn. Trận lụt làm ô nhiễm hồ Fena, nơi cung cấp nước cho căn cứ quân sự trong vài ngày. Ngoài ra còn có 34 trong số 110 giếng nước trên đảo bị hư hỏng do ảnh hưởng của bão. Mưa lũ cũng phá hủy một tòa nhà và làm hư hỏng đường băng tại Sân bay Quốc tế Antonio B. Won Pat, đồng thời phá hủy một cây cầu ở gần Inarajan. Vài cây cọ bị đổ do đất xới tung lên hoặc do mưa lớn hoặc sóng to. Một số cây đổ đè lên xe ô tô nhưng gió không đủ mạnh để làm lật bất kỳ phương tiện nào. Ở nơi cao hơn trên đảo Guam, một số khu vực bị thiệt hại nặng nề do gió mạnh. Tuy nhiên, thiệt hại mùa màng nhìn chung vẫn thấp hơn dự kiến, ước tính khoảng 500.000 đô la Mỹ. Tại Cảng Apra, biển cả đã dạt vào bờ hoặc đánh chìm 5 chiếc xuồng và làm một sà lan của Hải quân Hoa Kỳ tràn 397.000 lít (105.000 gallon) dầu. Nhìn chung, Chataan đã gây thiệt hại tài sản lên đến 60 triệu đô la Mỹ trên đảo Guam và khiến 23 người bị thương nhẹ.

### Ở nơi khác

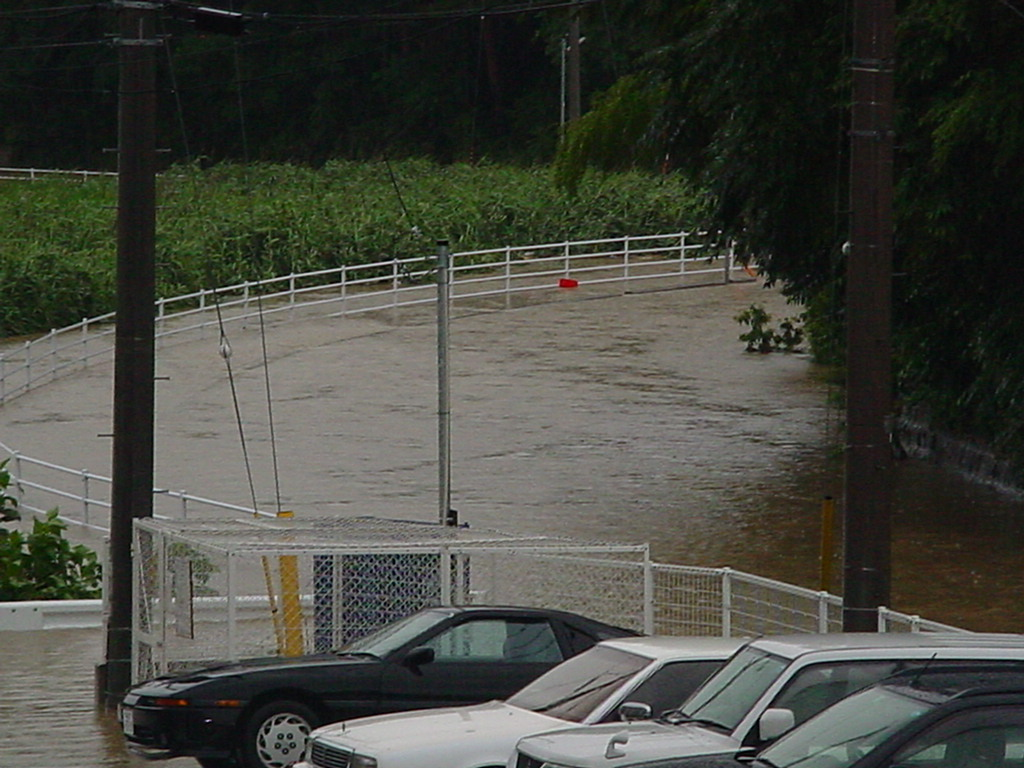
Chataan gây ngập lụt ở Kōriyama, Fukushima

Ở phía bắc Guam, Chataan đã ảnh hưởng đến Rota, sức gió duy trì 74 km/giờ (46 dặm/giờ) và gió giật lên đến 120 km/giờ (75 dặm/giờ) đã được ghi nhận tại sân bay của hòn đảo. Lượng mưa thấp hơn nhiều so với những nơi khác trên đường đi của bão và theo báo cáo tại sân bay Rota thì tổng lượng mưa trong 24 giờ là 38,6 mm (1,52 in). Cơn bão đã khiến mùa màng và thủy sản bị thiệt hại nặng nề và theo báo cáo thì 60% nông dân bị tổn thất toàn bộ. Chataan cũng làm hư hại đường xá trên đảo, nhiều con đường bị phá hoại do cây đổ. Chín căn chòi bị phá hủy và thiệt hại ước tính khoảng 2,7 triệu đô la Mỹ.
Sức mạnh của bão kết hợp với bão nhiệt đới Nakri làm tăng độ ẩm gió mùa ở Philipines. Hai cơn bão góp phần tạo ra lượng mưa lớn gây ra lũ lụt và lở đất buộc tuyến đường bộ và đường cao tốc phải đóng cửa. Sóng to gây lật thuyền giết chết ba người. Cơn bão đã phá hủy 566 ngôi nhà và làm hư hỏng 2.363 ngôi nhà khác. Tổng cộng 31.813 người phải sơ tán đến 184 nơi trú ẩn do chính phủ lập ra. Quan chức buộc phải đóng cửa nhiều lớp học trong suốt hình thái này. Một số trường học còn được sử dụng để làm nơi trú ẩn tạm thời. Tổng thiệt hại do bão gây ra lên tới 1,5 triệu đô la Mỹ (64 triệu peso Philipines) và lũ lụt đã giết chết 58 người.
Nhật Bản là địa điểm cuối cùng chịu ảnh hưởng. Cơn bão đã buộc phải hủy bỏ 316 chuyến bay và 150 chuyến tàu, đóng cửa luôn cả đường cao tốc giữa Shizuoka và Tokyo. Ít nhất 396 trường học đã phải đóng cửa trong cả nước và trận đấu bóng chày giữa Yokohama DeNA BayStars và Yakult Swallows phải hủy bỏ do thời tiết khắc nghiệt. Toyota tạm thời phải đóng cửa hầu hết các nhà máy trong nước. Lượng mưa lớn đạt đỉnh 509 mm (20 in) ở tỉnh Gifu đổ xuống khắp Nhật Bản. Trận mưa đã làm ngập 10.270 ngôi nhà trong cả nước, dẫn đến lệnh sơ tán cho khoảng 145.000 người. Lũ lụt làm hư hỏng đường xá ở 338 địa điểm và phá hủy ít nhất 10 cây cầu. Khoảng 15.000 người sơ tán ở Ogaki sau khi mực nước sông dâng lên tràn bờ. Lượng mưa lớn đã gây ra hàng trăm vụ sạt lở đất, trong đó có hai vụ làm chết người. Lũ lụt giết chết ít nhất 3 người.  Tại Hachijō-jima, do ảnh hưởng của bão, một trạm khí tượng đã quan trắc được sức gió duy trì 97 km/giờ (60 dặm/giờ). Gió lớn ở Sakai, Osaka phá hủy 20 ngôi nhà. Tại Tokyo, cơn bão tạo ra gió nhẹ và mưa mặc dù di chuyển trong phạm vi 102 km (63 dặm). Chataan phá hủy 21 ngôi nhà và làm hư hại 239 ngôi nhà khác ở những mức độ khác nhau. Trong lúc di chuyển, cuồng phong đã phá hủy 258,6 km² (99,8 dặm vuông) đất hoa màu. Cơn bão làm 6 người thiệt mạng, 1 người mất tích và 30 người khác bị thương. Tổng thiệt hại ở Nhật Bản là khoảng 500 triệu đô la (59 tỷ yên). Trong suốt cơn bão, trang web Yahoo! Japan đã lập kỷ lục 359 triệu lượt xem, chủ yếu là do người xem kiểm tra phần thời tiết của trang web.

## Hậu quả

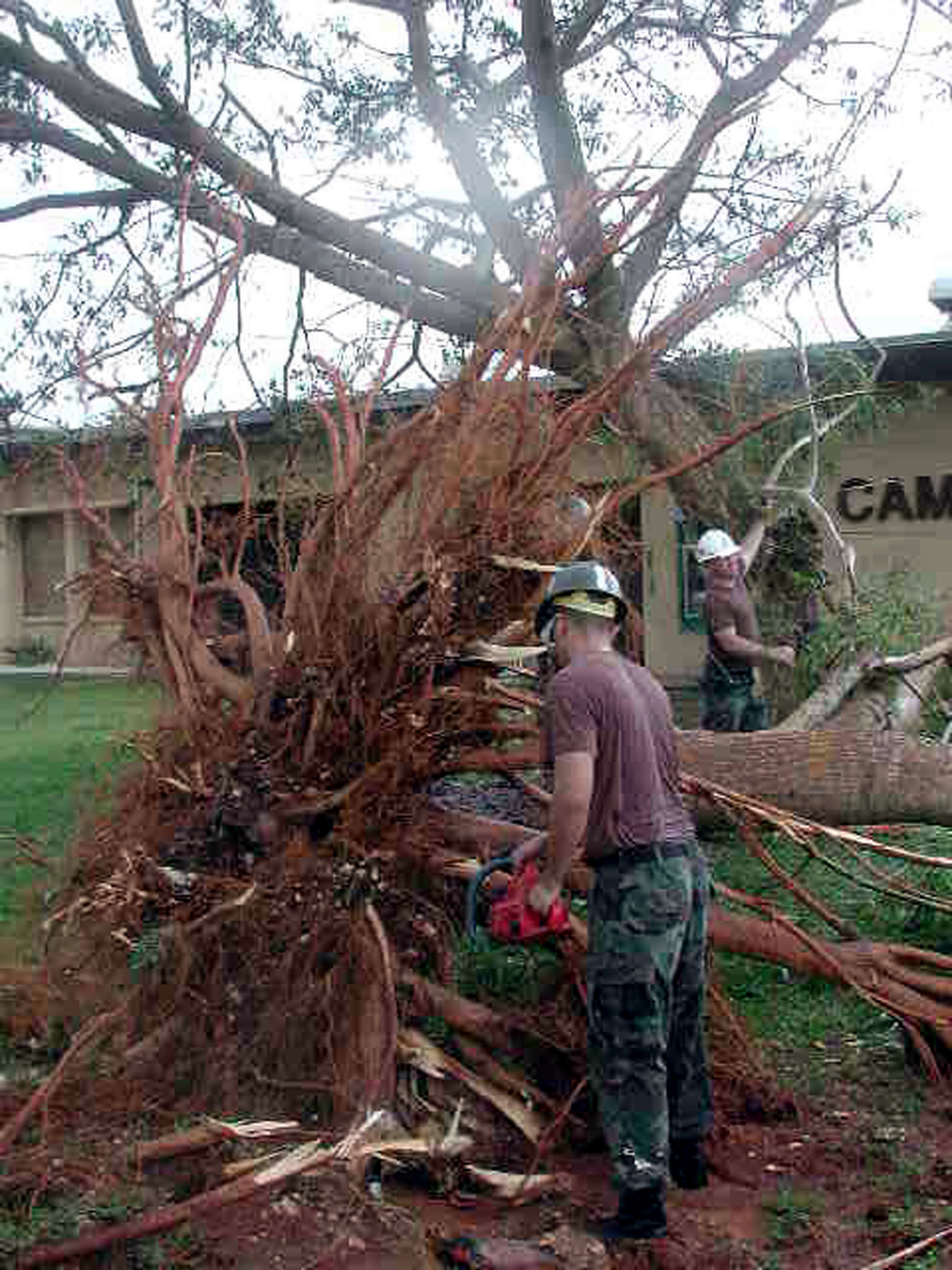
Cây bị đổ ở Guam

Sau khi Chataan tác động đến bang Chuuk, cư dân trên đảo đều rơi vào tình trạng cần lương thực, quần áo và thuốc men. Chỉ có một số ít hoa màu không chịu ảnh hưởng bởi bão. Phần lớn quả xa kê bị cuốn đứt khỏi cây và hoa quả không bị bão tàn phá cũng bị sâu bọ phá hoại. Trong những ngày sau bão, Hội Chữ thập đỏ địa phương đã triển khai khoảng 100 tình nguyện viên đi tìm kiếm các nạn nhân bị sạt lở vùi lấp. Tuy nhiên, hoạt động cứu hộ gặp trở ngại do lũ lụt kéo dài sau bão. Số người chết ban đầu là không rõ nên mọi người sợ rằng hàng trăm người đã thiệt mạng. Sáu người bị thương nặng ở Chuuk được đưa đến Trung tâm y tế của Nữ hoàng trên đảo Hawaii để chữa trị. Ban đầu, họ dự kiến bay đến Bệnh viện tưởng niệm Guam nhưng cơ sở vật chất đã kín chỗ. Khoảng 2.000 cư dân bị ảnh hưởng bởi cơn bão đã sơ tán đến các nơi trú ẩn do chính phủ điều hành. Hội Chữ thập đỏ đã vận chuyển nhiều đồ cứu trợ khác nhau, bao gồm áo mưa và nước đến các khu vực bị ảnh hưởng. Đến ngày 4 tháng 7, hệ thống điện được khôi phục và sân bay đi vào hoạt động trở lại. Mặc dù có đủ lương thực để phục vụ ngay tức khắc nhưng mùa màng và gia súc bị hủy hoại dẫn đến tình trạng thiếu lương thực lâu dài.
Vào ngày 3 tháng 7 khi Chataan đi qua khu vực, thống đốc Chuuk đã ban bố tình trạng khẩn cấp, yêu cầu sự viện trợ của quốc tế. Vào ngày 9 tháng 7, Chính phủ Nhật Bản đã gửi nguồn viện trợ trị giá 87.000 đô la Mỹ (10 triệu yên) tới Micronesia bao gồm 1.000 chăn và 10 máy phát điện. Hai ngày sau, Tổng thống Hoa Kỳ George W. Bush tuyên bố hòn đảo này là khu vực thảm họa. Thật ra sáu ngày trước đó, Tổng thống FSM Leo Falcam đã gửi tuyên bố về thảm họa cho Tổng thống Hoa Kỳ mặc dù Falcam nộp thủ tục giấy tờ không đúng cách. Tuy nhiên, do FSM thuộc Hiệp ước Liên kết Tự do và không phải là một tiểu bang của Hoa Kỳ nên Cơ quan Quản lý Khẩn cấp Liên bang (FEMA) không thể cung cấp viện trợ ngay lập tức. Trong thời gian trì hoãn, một nhóm bác sĩ từ Guam đã bay đến Chuuk để hỗ trợ y tế. Vào ngày 11 tháng 7, chính phủ Israel đã gửi thuốc men trị giá 5.000 đô la Mỹ cho FSM. Ngày hôm sau, tổ chức từ thiện Caritas ở Úc đã gửi nước và thực phẩm trị giá 20.000 đô la Mỹ. Cư dân từ các bang thuộc FSM cũng gửi quần áo và thực phẩm. Chính phủ Úc gửi 10.000 đô la Mỹ để bổ sung nguồn viện trợ khẩn cấp và Hội Chữ thập đỏ Quốc tế chi khoảng 20.000 đô la Mỹ để cứu trợ ngay lập tức. Chính phủ Trung Quốc gửi viện trợ trị giá 30.000 USD. Vào ngày 30 tháng 7, FEMA thông báo rằng cư dân và chủ doanh nghiệp ở Chuuk có thể nộp đơn để xin hỗ trợ cá nhân bao gồm tiền mua nhà ở, khắc phục thiệt hại và cho vay lãi suất thấp. Tuyên bố không áp dụng cho những đảo không chịu thiệt hại đáng kể bên ngoài Chuuk bởi vì FEMA chỉ có đủ ngân quỹ để khôi phục nguyên trạng các khu vực chịu ảnh hưởng của bão. Cuối cùng, FEMA cung cấp 93.000 lít (25.000 gallon Mỹ) nước, 1.300 chăn, 45.360 kí (100.000 lbs) gạo, 11.328 đồ ăn liền và nhiều nguồn cung cấp khác. Cơ quan đã chỉ định tổng cộng 10,6 triệu đô la Mỹ, chủ yếu dưới hình thức cung cấp tiền hỗ trợ cá nhân bị mất nguồn tiếp tế. FEMA cuối cùng chỉ chi viện được dưới 5 triệu đô la cho Chuuk sau trận Chataan, cũng như các trận bão sau đó là Pongsona và Lupit. Tuy nhiên, khoảng 445 nghìn đô la Mỹ tiền viện trợ bị cho là thất thoát do sự chênh lệch được phát hiện trong một cuộc kiểm toán vào năm 2006.
Trong những ngày sau cơn bão, hàng nghìn người dân trên đảo Guam đã sơ tán đến 15 nơi trú ẩn do chính phủ thiết lập tại các trường học trên toàn đảo. Tổng số người trú ẩn đạt con số 3.947 người vào ngày 10 tháng 7. Thống đốc Guam đã ban bố tình trạng khẩn cấp sau cơn bão và vào ngày 6 tháng 7, Tổng thống Bush tuyên bố hòn đảo này là một khu vực thảm họa lớn. Nguồn tài trợ liên bang được sử dụng để hỗ trợ dọn dẹp đống gạch vụn và các dịch vụ cứu trợ khác. Một tuần sau, tuyên bố còn bao gồm việc hỗ trợ cá nhân cho bất kỳ ai chịu thiệt hại bởi cơn bão. Hồ chứa Fena trải qua lượng phù sa lắng đọng quá mức sau khi lượng mưa quá lớn từ Chataan đã ngăn cản sự phân phối nước từ cơ sở. Vào ngày 19 tháng 7 – 15 ngày kể từ khi cơn bão đổ bộ – cơ sở cấp nước có thể hoạt động trở lại. Trước khi cơ sở mở cửa trở lại, Cơ quan quản lý công trình nước Guam đã phân phối nước cho hòn đảo vào những thời điểm khác nhau trong ngày để phân bổ nguồn cung hạn chế. Tuy nhiên, một tháng sau cơn bão, người dân vẫn được yêu cầu đun sôi nước để đề phòng. Khoảng năm ngày sau khi Chataan tấn công đảo Guam, bão Halong tác động đến hòn đảo và gây mất điện. Một số khu vực trên đảo vẫn không có điện trong hơn một tuần do các nhân điện lực phải khôi phục đường dây tải điện chính trước khi sửa các đường dây riêng lẻ. Đến ngày 19 tháng 7, 23% hộ dân bị mất điện vẫn chưa có điện, chủ yếu ở các khu vực ngoại thành. Đến ngày đó, việc thu gom rác đã được khôi phục và những nơi trú ẩn do chính phủ mở phải đóng cửa. Vào cuối tháng 7, lũ lụt đã cuốn trôi đống đổ nát từ Chataan và làm tắc nghẽn hai con sông. Sự cố tràn dầu ở Cảng Apra đã được làm sạch tại ba trong số bảy địa điểm bị ảnh hưởng vào ngày 19 tháng 8. Trong những tháng sau cơn bão, du lịch tiếp tục bị suy giảm kể từ sự kiện khủng bố ngày 11 tháng 9. Cuối cùng, FEMA đã cung cấp 73 triệu đô la hỗ trợ cho lãnh thổ bao gồm 10 triệu đô la cấp séc cho nhà ở cho 5.947 người và tiền phiếu thực phẩm trị giá 6,5 triệu đô la cho 79.814 người. Cơ quan đã cung cấp 10 triệu đô la để dọn dẹp gạch vụn và xây dựng lại các công trình công cộng. Vào tháng 12 năm 2002, bão Pongsona tấn công đảo Guam, gây thêm lũ lụt và thiệt hại.  Vào ngày 7 tháng 8, Tổng thống George W. Bush cũng tuyên bố Rota là một khu vực thảm họa, cung cấp kinh phí để di dời đống đổ nát.

### Đổi tên
Do số người chết và thiệt hại của cơn bão nên vào năm 2004, tên Chataan đã được thay thế bằng Matmo. Sở dĩ có điều này là vì các quốc gia thuộc Tổ chức Khí tượng Thế giới có quyền yêu cầu loại bỏ tên gọi của xoáy thuận nhiệt đới trong trường hợp thiệt hại mà nó gây ra nặng nề một cách bất thường. Với PAGASA, họ bỏ tên Gloria và thay thế bằng Glenda vào năm 2006. Cơ quan cũng tìm cách phi chính trị hoá tên gọi của cơn bão này sau khi Gloria Macapagal-Arroyo giành chiến thắng trong cuộc bầu cử tổng thống gây tranh cãi vào năm 2004.